# Ambicodamus southwelli
Ambicodamus southwelli is een spinnensoort in de taxonomische indeling van de Nicodamidae.
Het dier behoort tot het geslacht Ambicodamus. De wetenschappelijke naam van de soort werd voor het eerst geldig gepubliceerd in 1995 door M. S. Harvey.